# День города
День го́рода — ежегодный праздник практически всех относительно крупных городов России и стран бывшего СССР (реже и стран дальнего зарубежья), приуроченный, как правило, к выходным (воскресным) дням.
День города, наряду с главным Днём страны (например, День России), — это, как правило, самый массовый по масштабу, самый большой по размаху подготовки праздник, затрагивающий всех жителей каждого города. В этот день проводятся праздничные мероприятия — выступления руководителей города, парады, шествия, народные гуляния, ярмарки, праздничные концерты, уличные перфомансы, выставки, соревнования. День города обычно заканчивается фейерверками и салютом. Как правило, празднование начинается в предшествующую воскресенью субботу (то есть два дня: суббота и воскресенье). Особенно широкомасштабно, часто на уровне всей страны и даже на международном уровне, празднуются юбилеи городов.
Некоторые города приурочили свои Дни города к государственным и профессиональным праздникам: День России и других стран, День республики-региона, День машиностроителя, День химика, День металлурга, День строителя, День железнодорожника, День шахтёра (например, Донецк) и другим; у некоторых городов (в европейской части СНГ) это «день освобождения от немецко-фашистских захватчиков» в 1941—1944 годах (например, Харьков); у многих городов — день основания. В СССР первым официально праздновавшимся днём города было 800-летие Москвы в 1947 году.

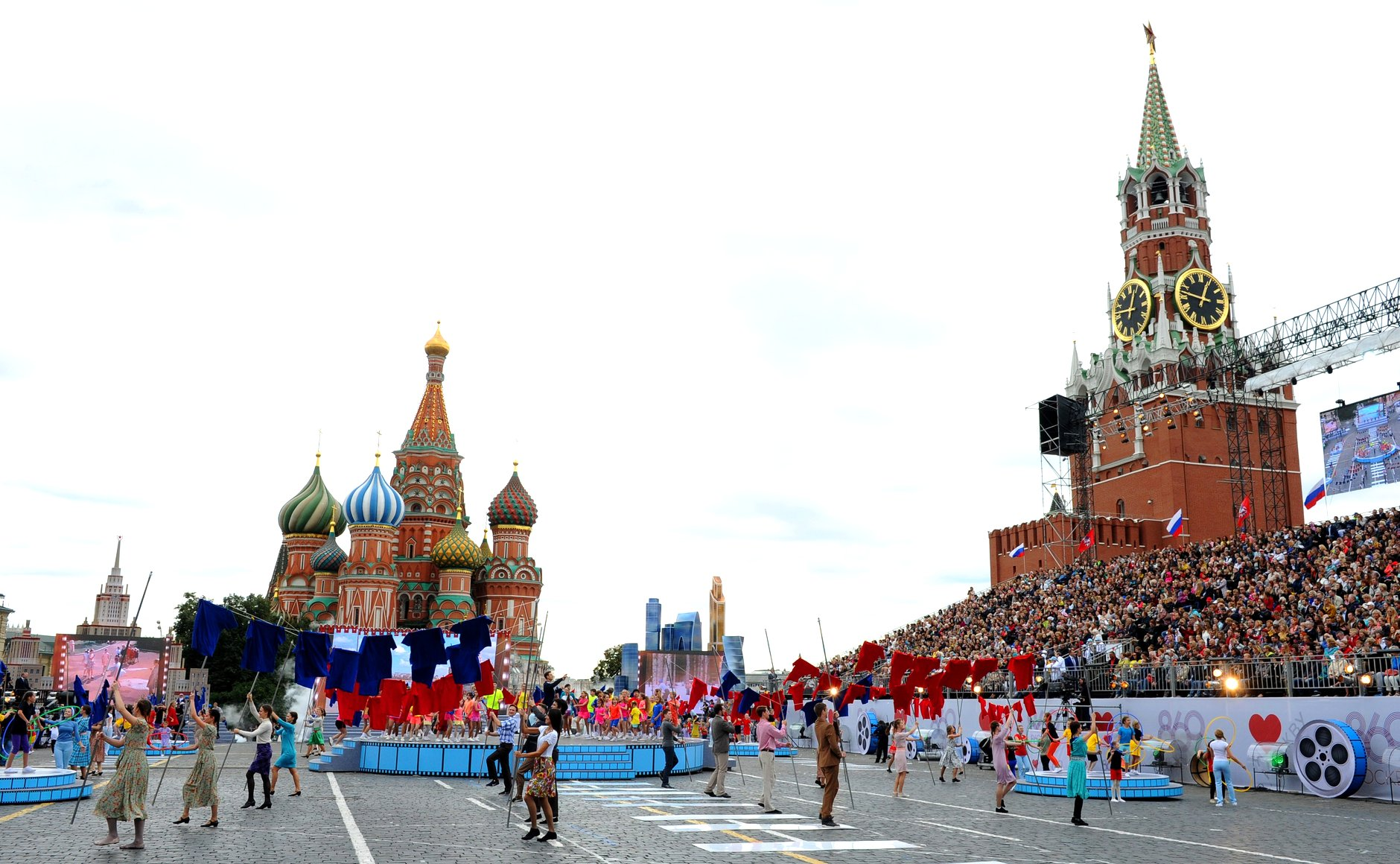
Выступления в День города Москвы на Красной площади

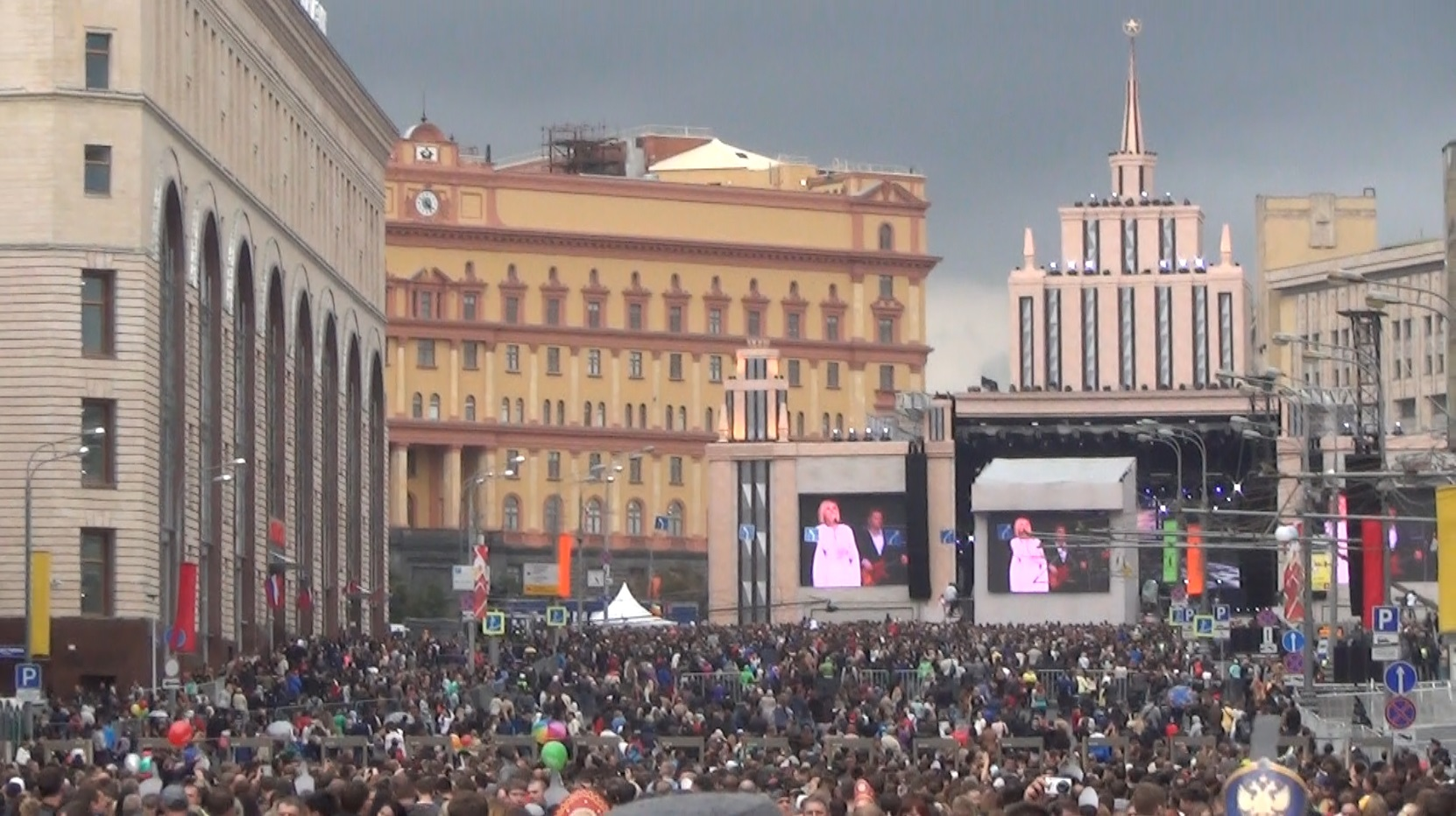
Концерт в День города Москвы на улицах в центре

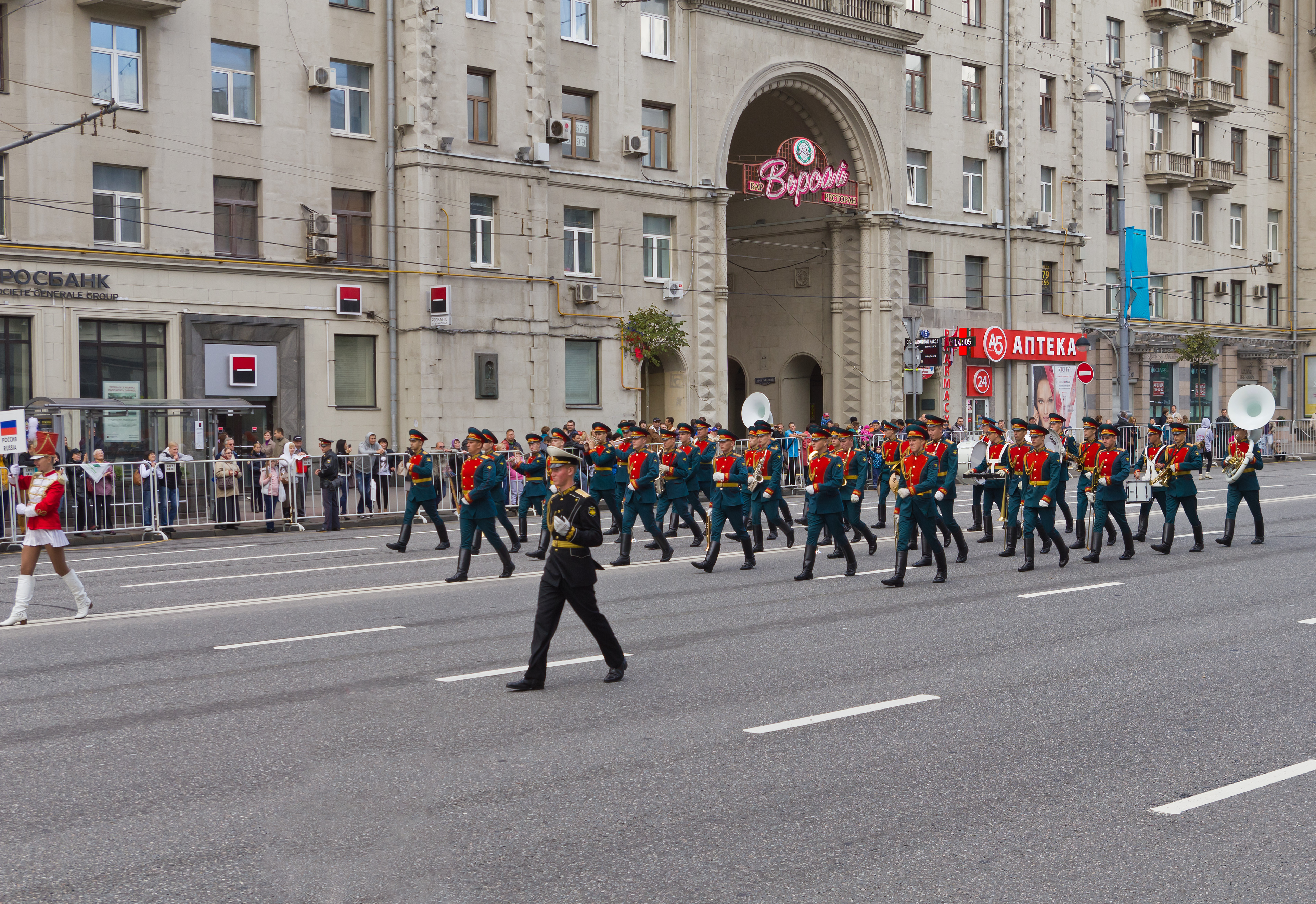
Военно-музыкальный парад на Тверской улице в День города Москвы

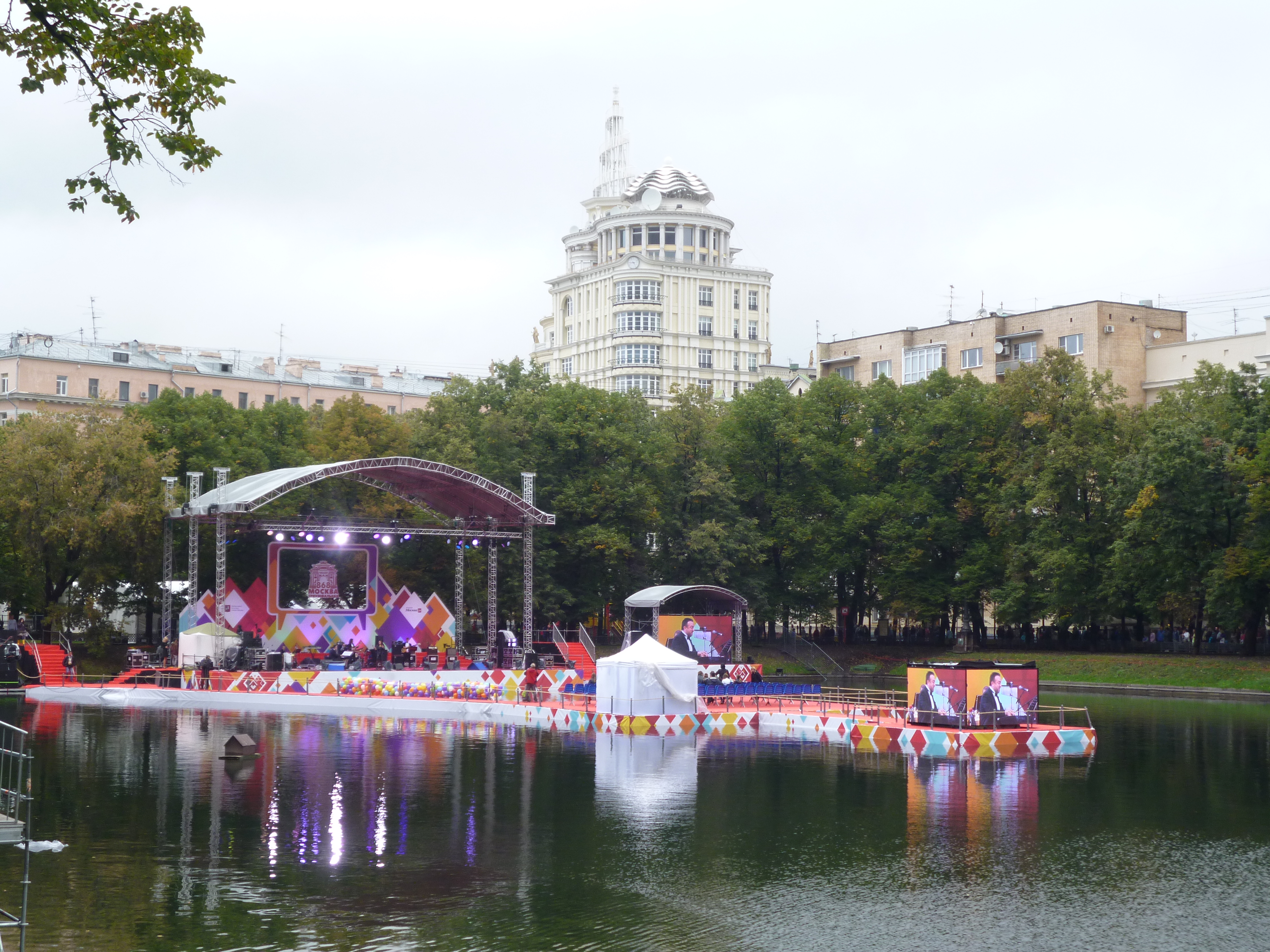
Сцена на Патриарших прудах в День города Москвы

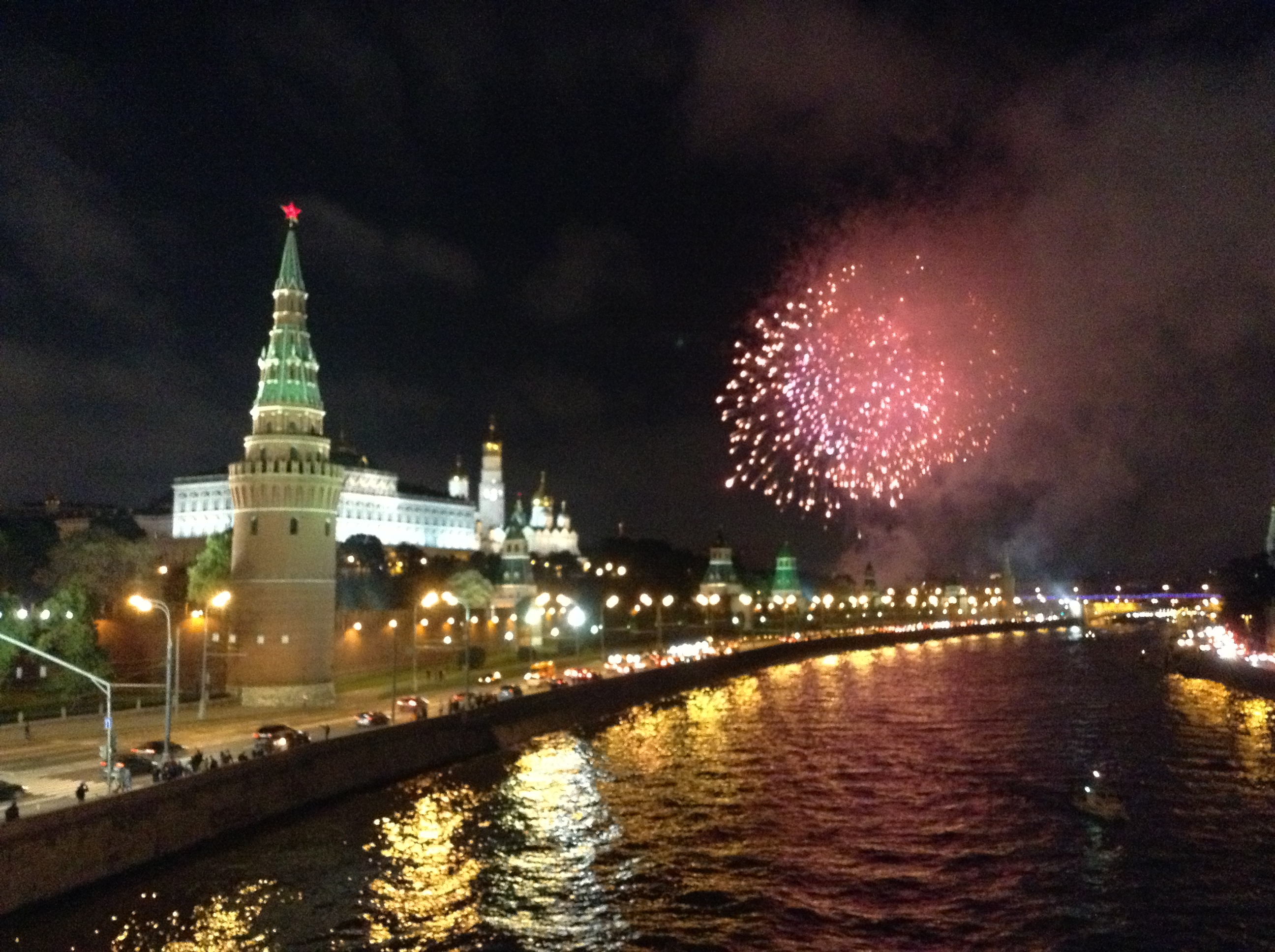
Праздничный салют у Кремля в День города Москвы

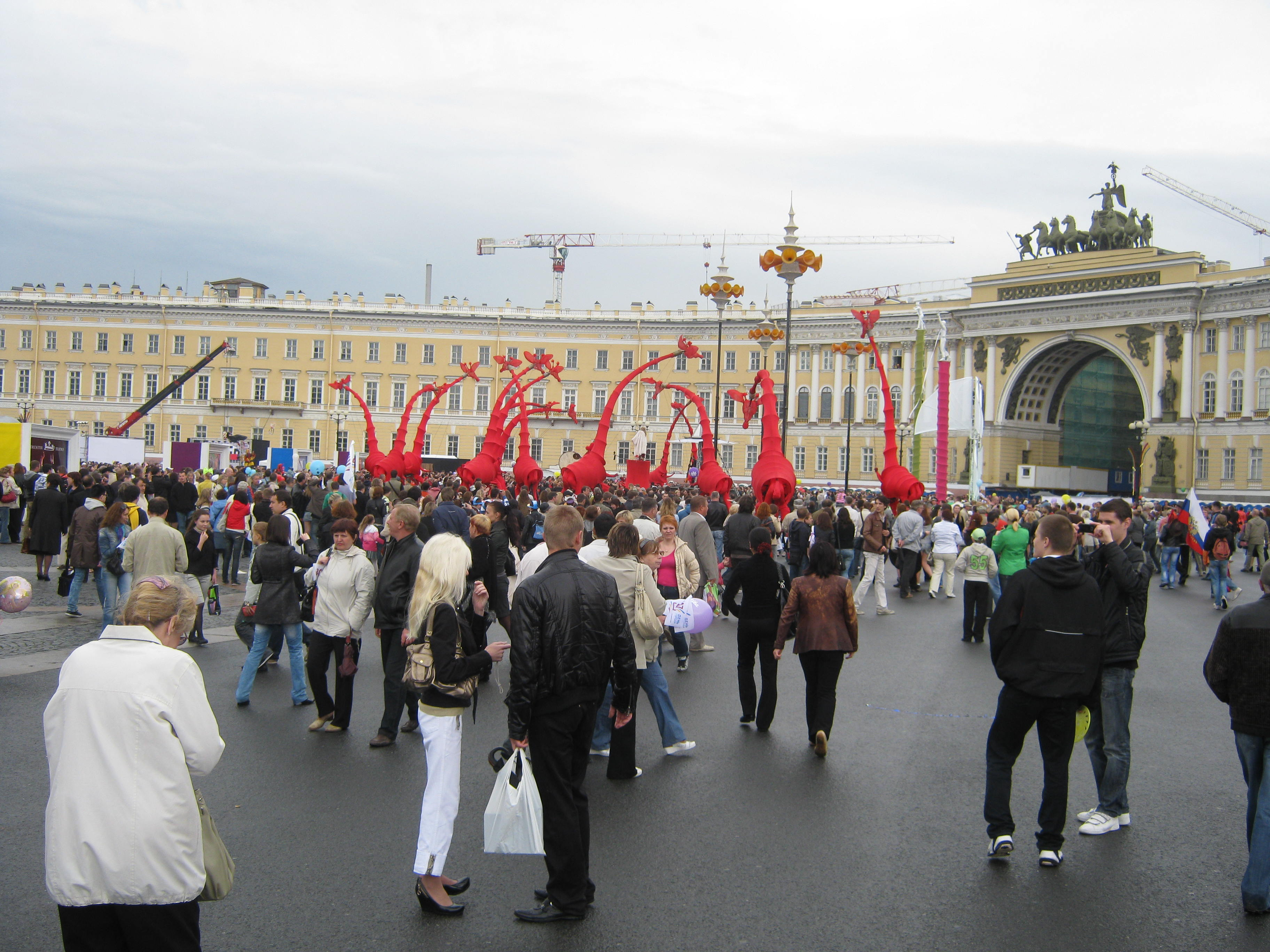
Празднование дня города Санкт-Петербурга на Дворцовой площади

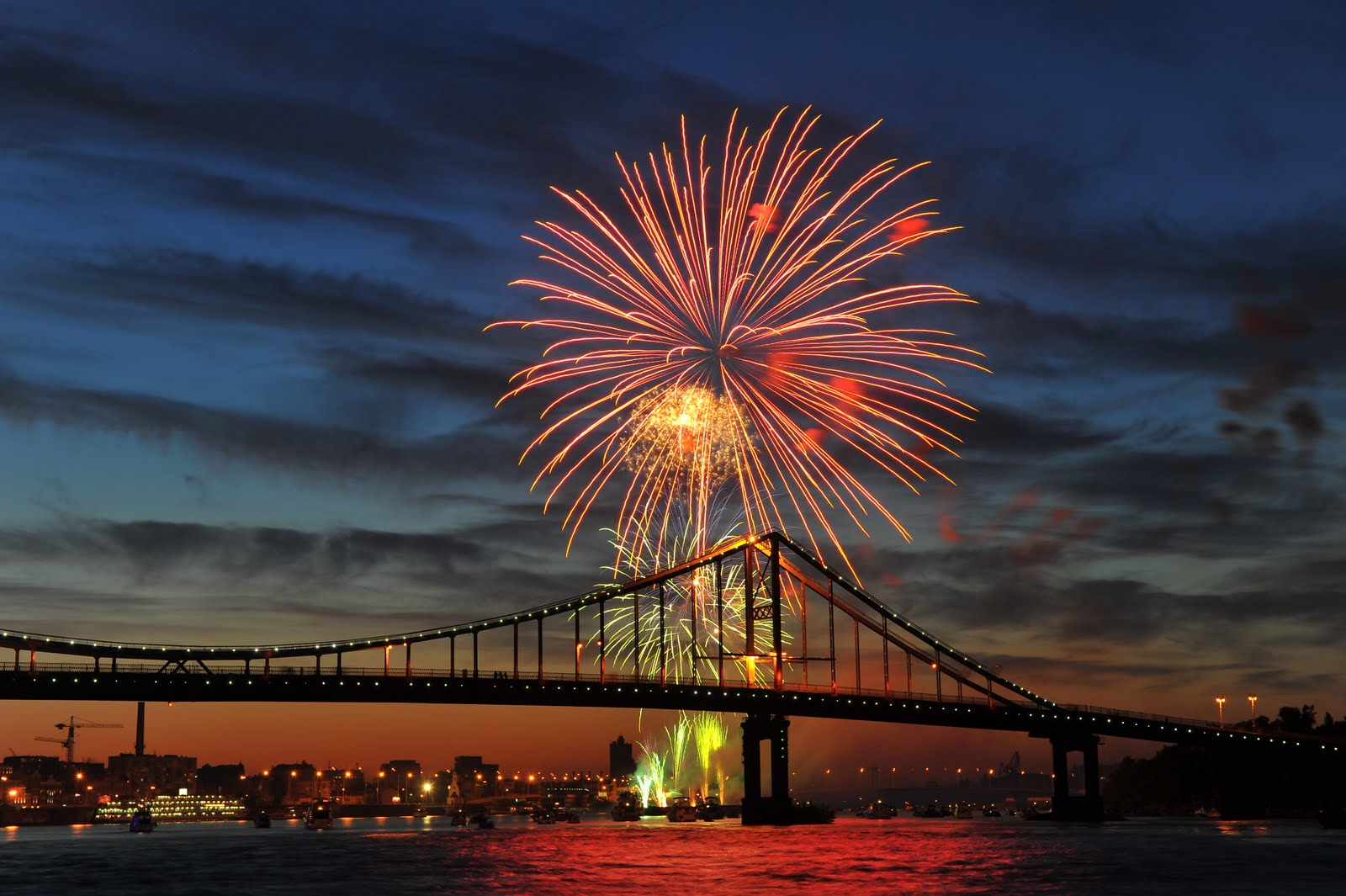
Праздничный салют в День Киева

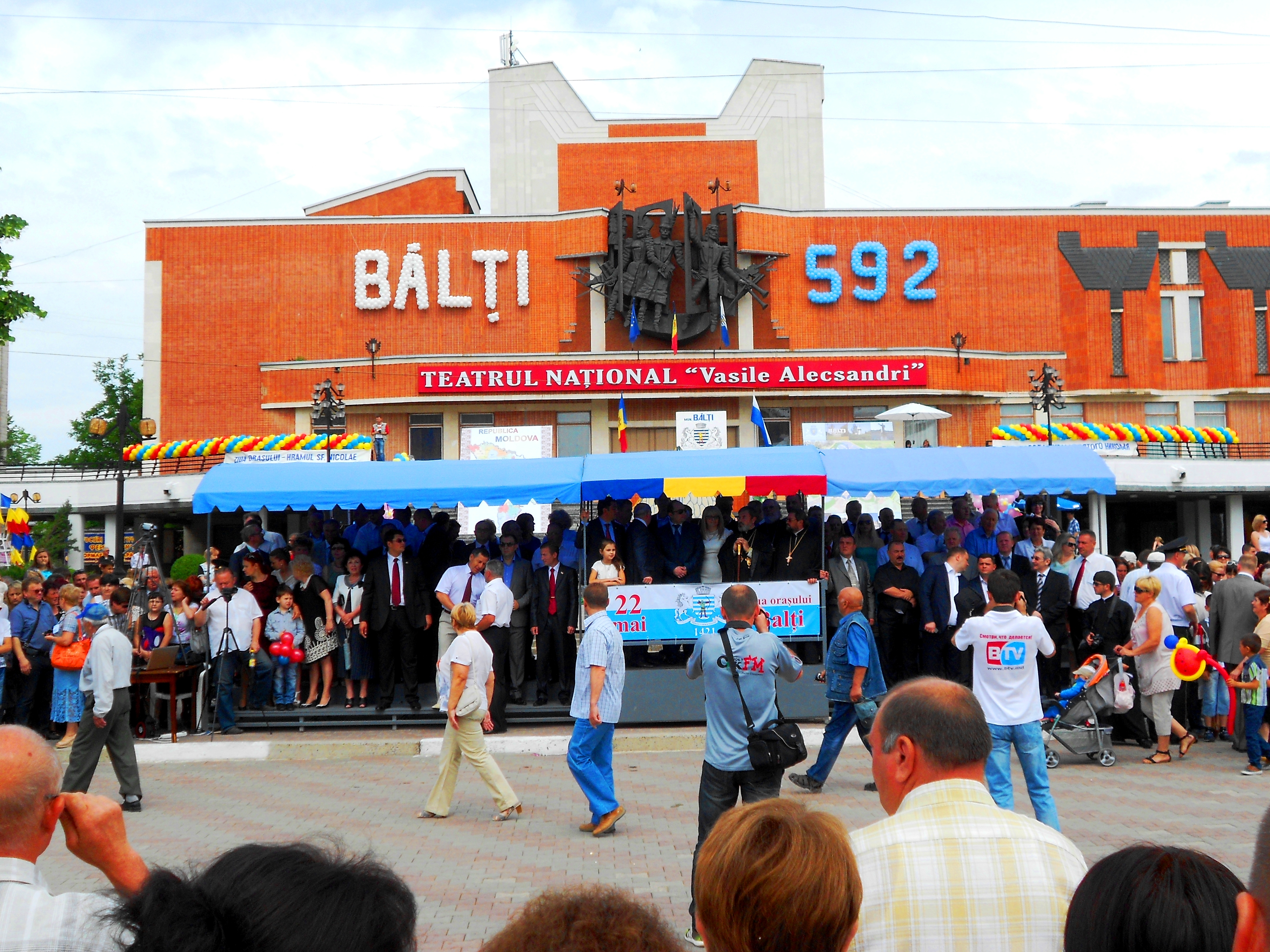
Сцена в день города Бельцы

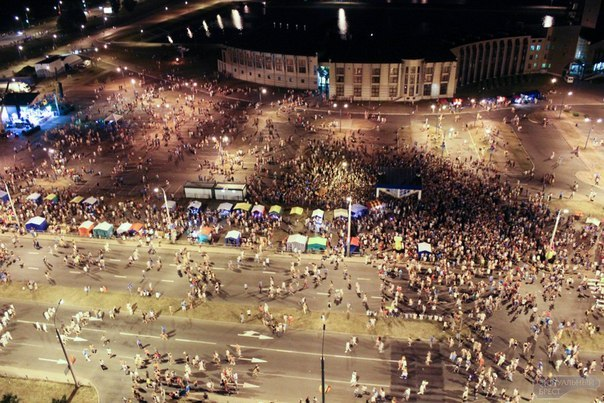
Вечерний концерт в день города Бреста

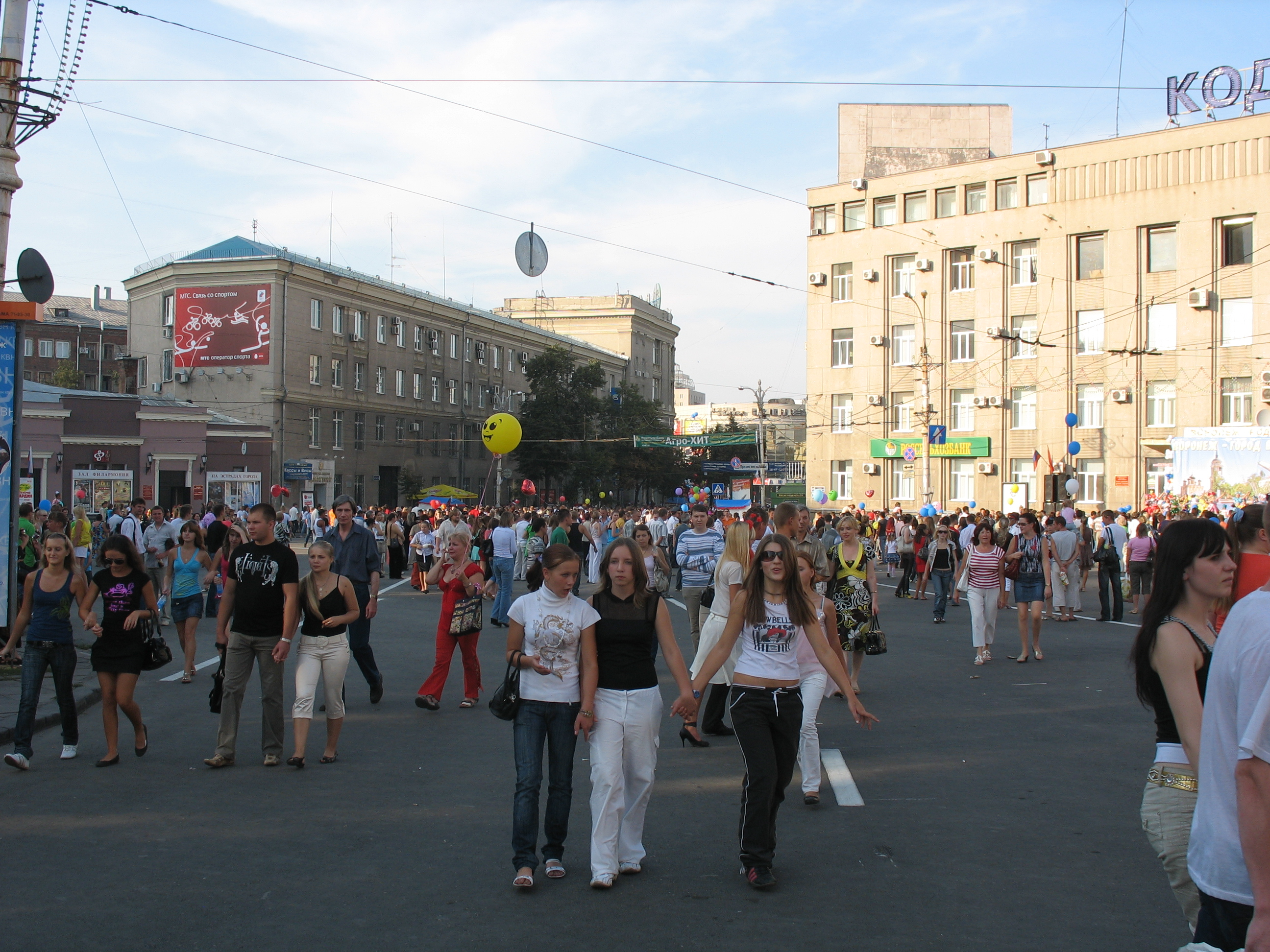
Площадь Ленина в день города Воронежа

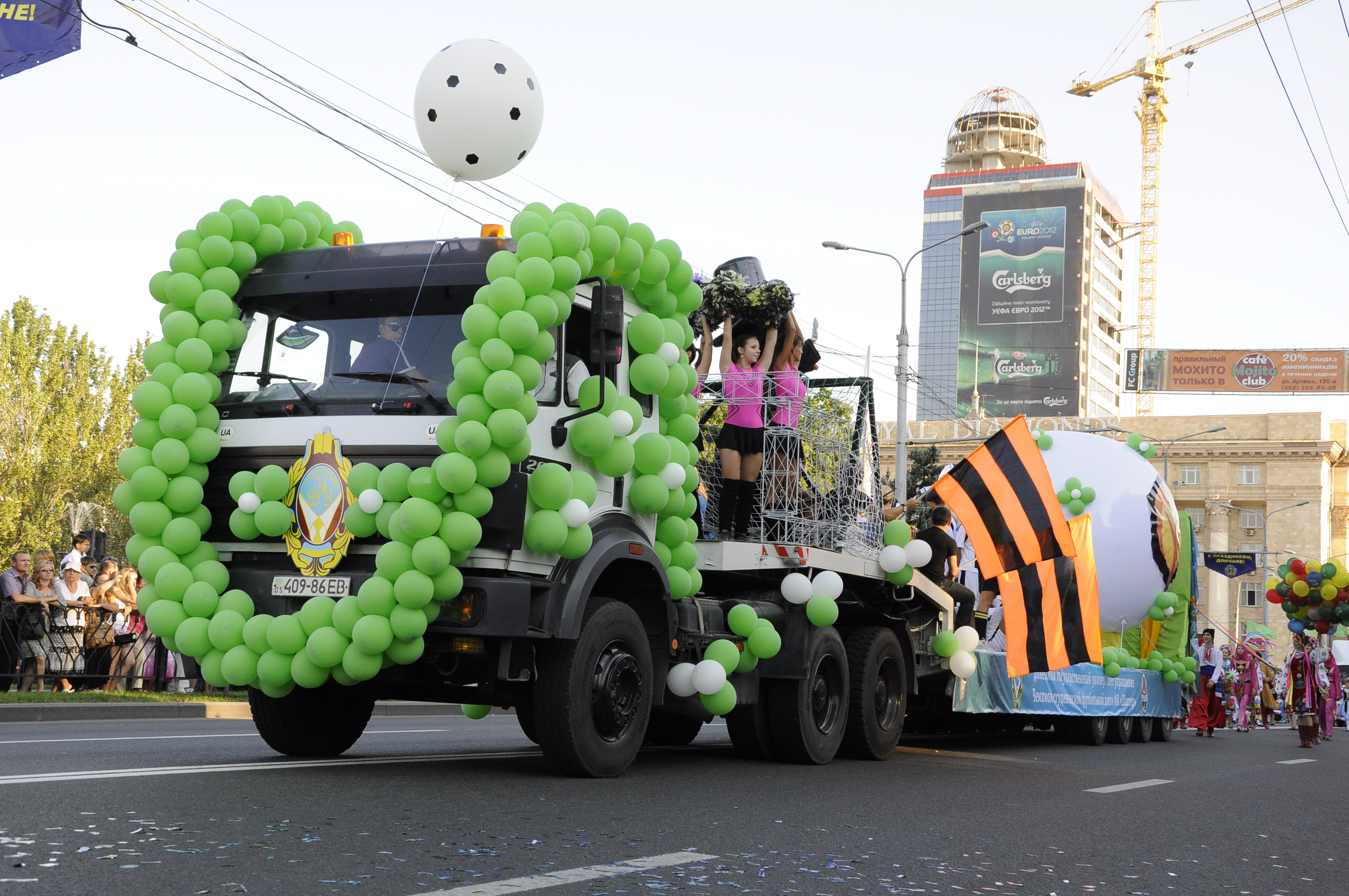
Автодекорации в день города Донецка

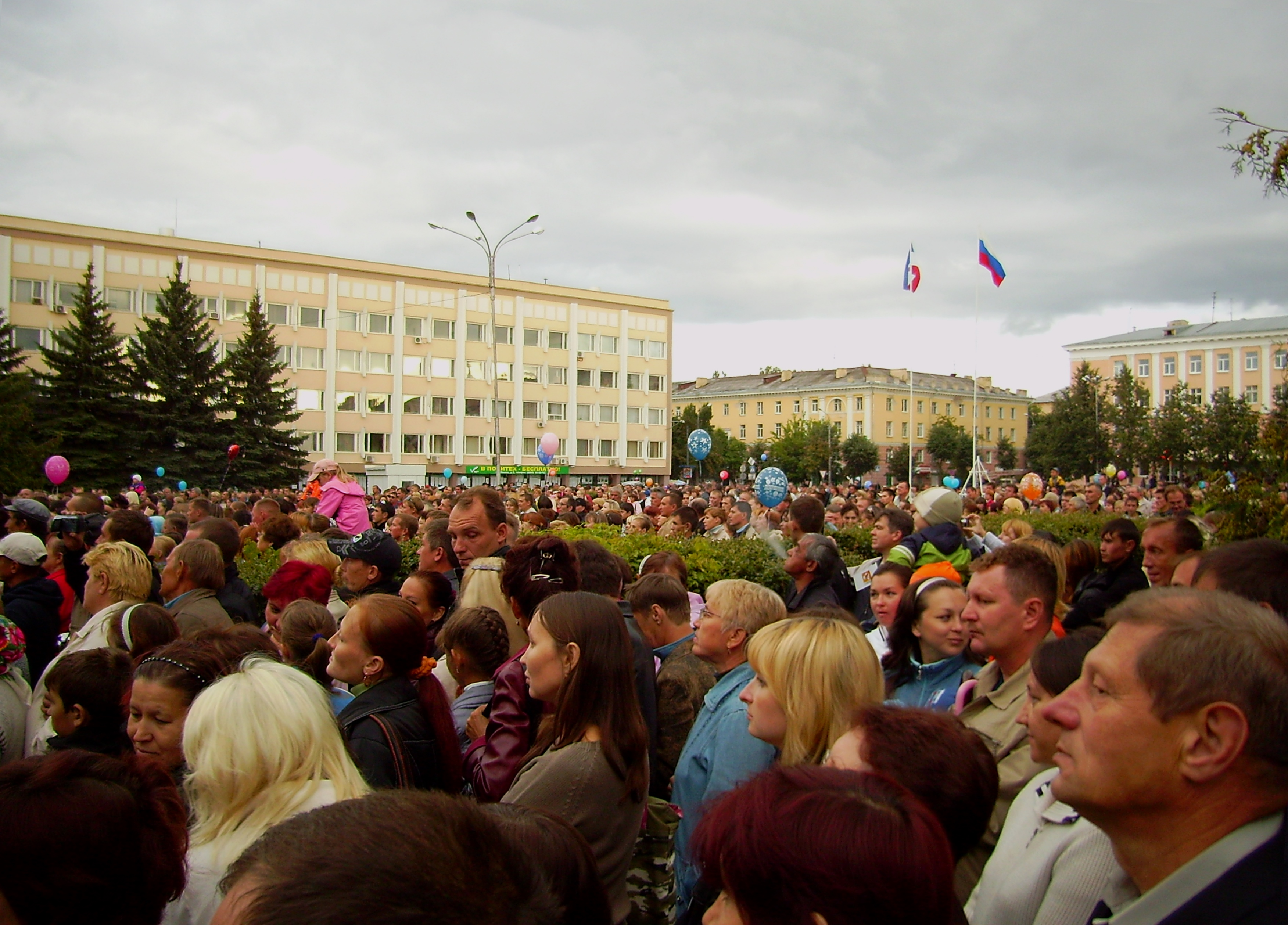
Празднование дня города в Йошкар-Оле

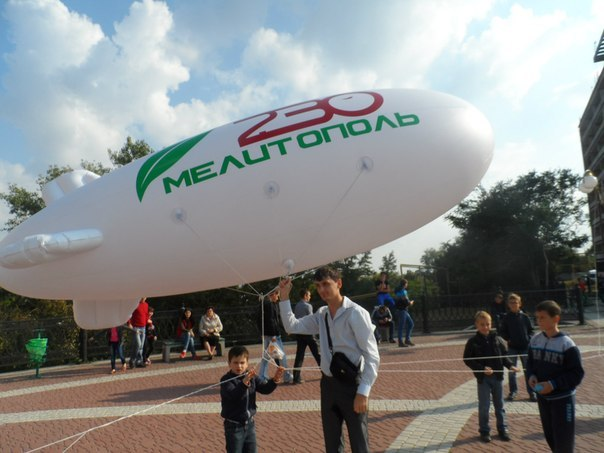
Дирижабль на дне города Мелитополя

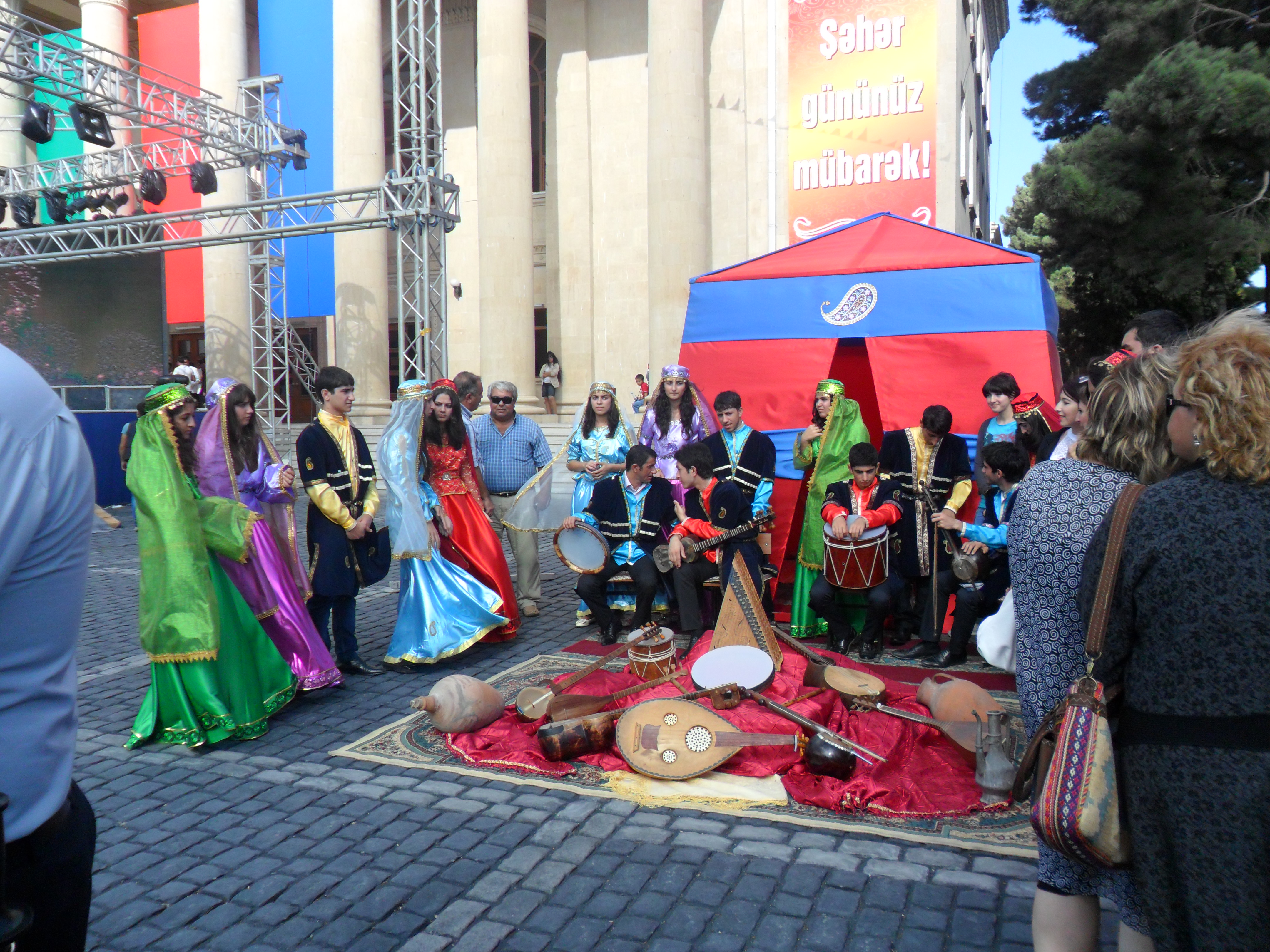
Этноконцерт в день города Сумгаита

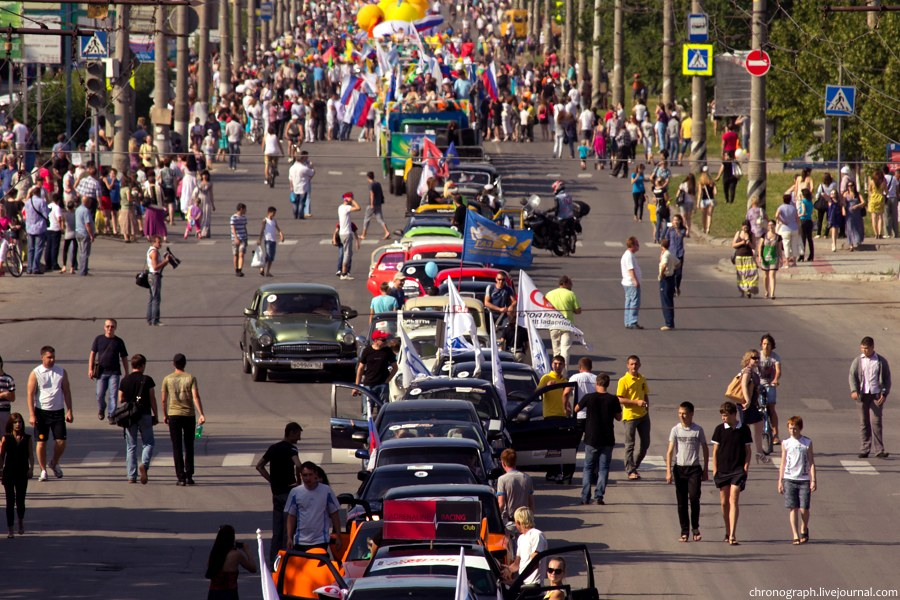
Автомобильный парад в день города Тольятти

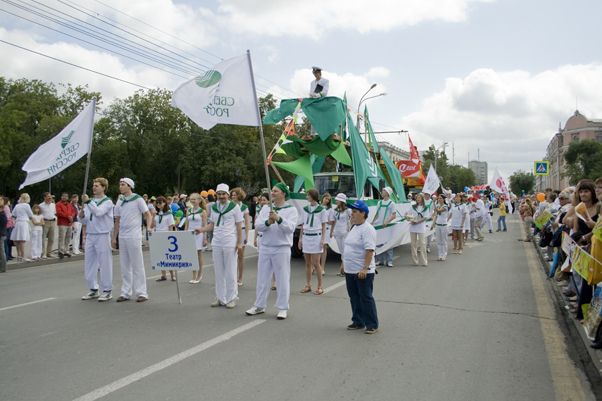
Парад в день города Тюмени

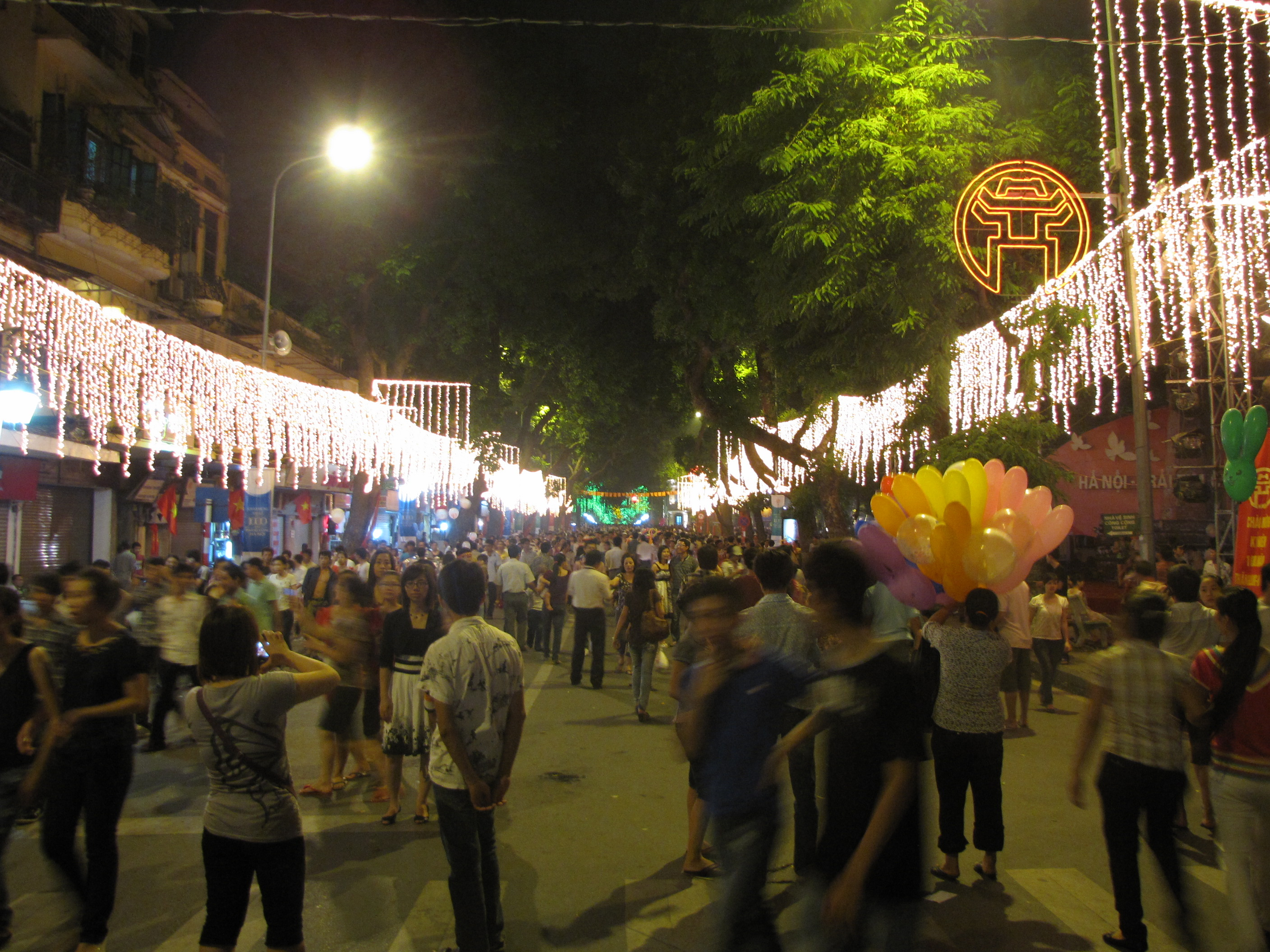
Центр города в 1000-летие Ханоя, Вьетнам

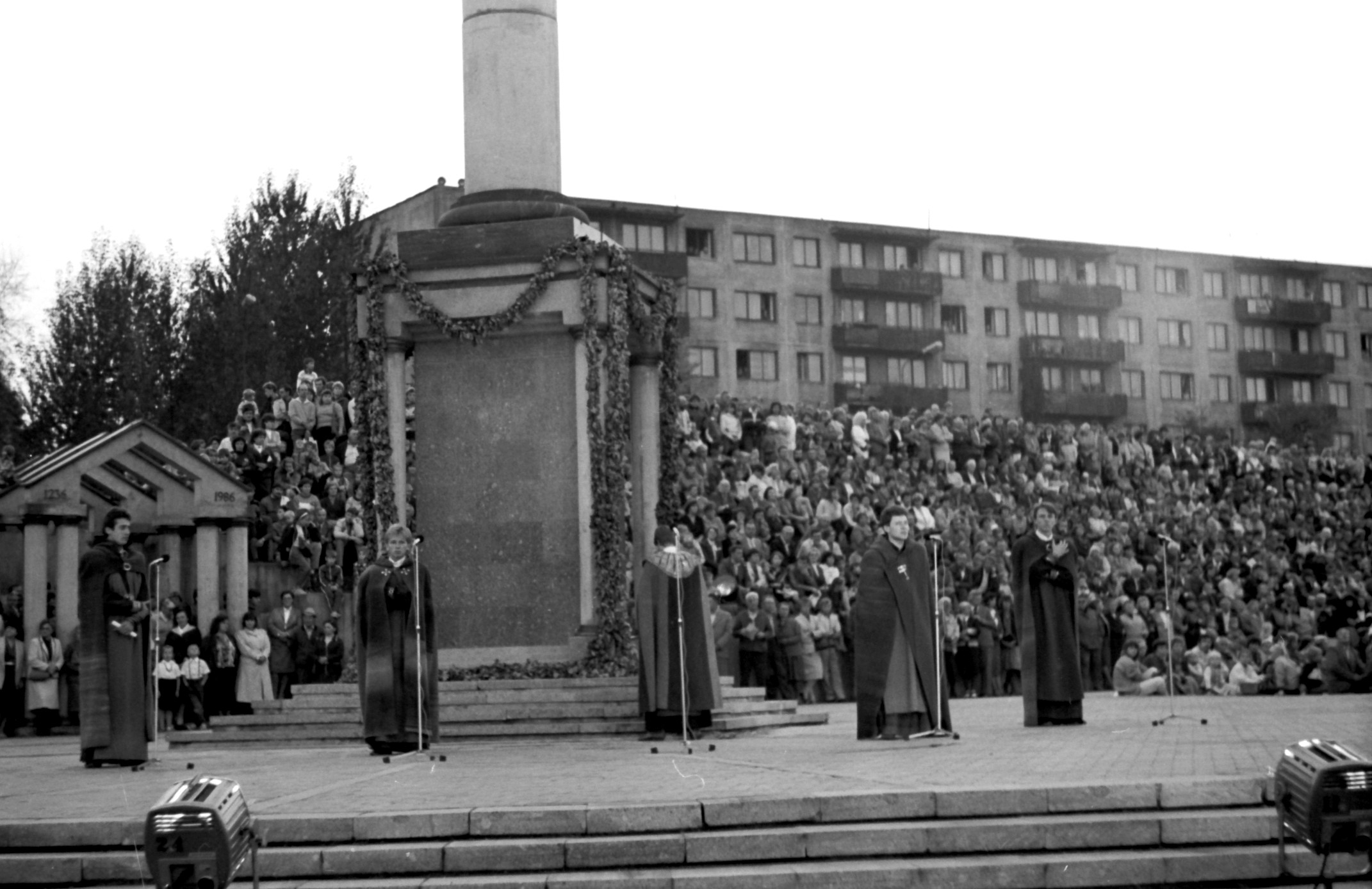
Певческий концерт в день города Шяуляя

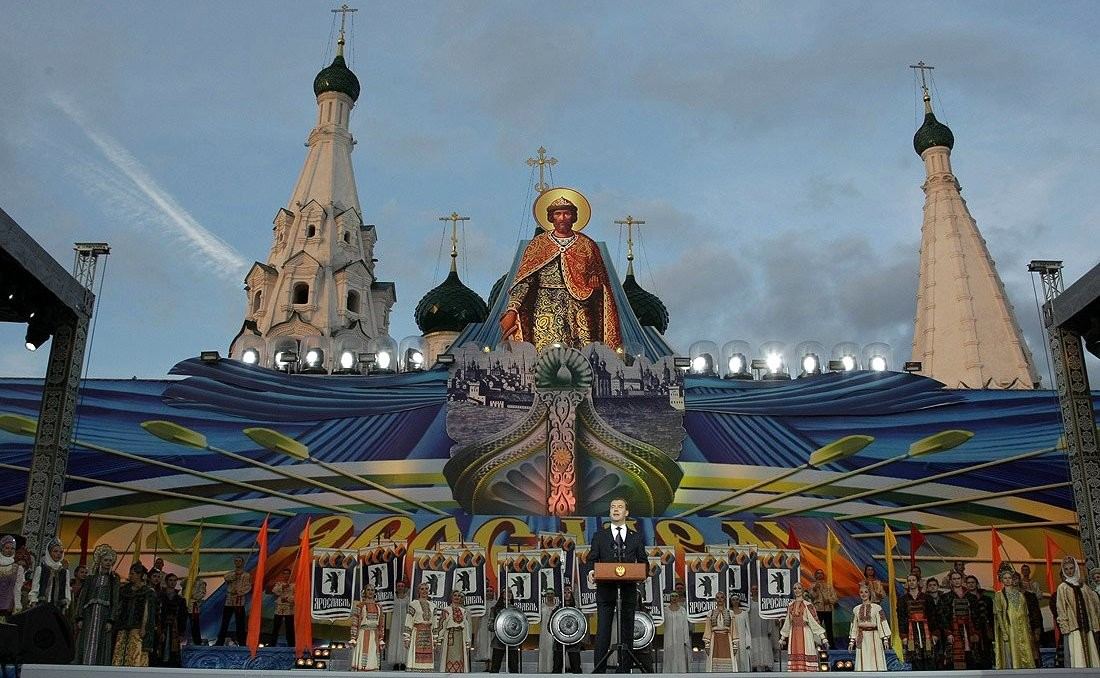
Выступление на сцене президента России Медведева на 1000-летие Ярославля

## Список городов и дней города
Столицы государств и центры регионов России выделены.

### А
- Абаза — третье воскресенье июля
- Абакан — предпоследняя суббота августа
- Азов — второе воскресенье сентября
- Актобе — 28 мая
- Алексеевка — третья суббота августа
- Алма-Ата — третье воскресенье сентября
- Анадырь — первые выходные августа
- Анапа — третье воскресенье сентября
- Анжеро-Судженск — первое воскресенье июля
- Апатиты — последнее воскресенье августа
- Апрелевка — первое воскресенье августа
- Арамиль — второе воскресенье августа
- Ардатов — последняя суббота июня
- Арзамас — третья суббота июля
- Армавир — третье воскресенье сентября
- Арсеньев — 21 сентября
- Архангельск — четвёртое воскресенье июня
- Артём — последнее воскресенье августа
- Артёмовский — первая суббота июля
- Астана — 6 июля, День столицы Казахстана
- Астрахань — предпоследнее воскресенье сентября
- Атырау — первая суббота октября
- Ачинск — третье воскресенье июня

### Б
- Баксан — 1 сентября
- Балахна — первая суббота сентября
- Балашиха — 19 сентября (однако большинство жителей знает этот праздник по дням основных праздничных мероприятий — по первым выходным сентября)
- Балабаново — 12 июня (День России) или во второе воскресенье июня
- Балаково — 5 сентября
- Балашов — 7 ноября
- Барнаул — вторая суббота сентября
- Батайск — последнее воскресенье сентября
- Белгород — 5 августа (День освобождения Белгорода от немецко-фашистских захватчиков — 5 августа 1943 года)
- Белово — 4 декабря
- Белогорск — 12 июня (День России)
- Бендеры — 8 октября
- Бердск — первое воскресенье сентября
- Бердянск — 17 сентября (День освобождения города от немецко-фашистских захватчиков — 17 сентября 1943 года)
- Березники — последняя суббота июня
- Берёзовский (Кемеровская область) — последнее воскресенье августа
- Берёзовский (Свердловская область) — первая суббота июля
- Бийск — третье воскресенье июня
- Биробиджан — последняя суббота мая
- Благовещенск — первая суббота июня
- Благодарный — третья суббота сентября
- Богданович — первое воскресенье августа
- Боготол — первая суббота августа
- Бологое — первый выходной день августа
- Болхов — 29 июля
- Борисоглебск — 15 мая
- Бородино — последнее воскресенье августа
- Брест — 28 июля (28 июля 1944 был освобождён город от немецко-фашистских захватчиков)
- Братск — 12 декабря
- Бронницы — первая суббота августа
- Брянск — 17 сентября, день освобождения Брянска от немецко-фашистских захватчиков (1943 год)
- Бузулук — 12 июня (День России)

### В
- Валдай — третья суббота июня
- Велиж — 21 июля
- Великие Луки — последние выходные августа (с 2016., до этого выходные в середине июля)
- Великий Новгород — последние выходные августа
- Верея — первая суббота октября
- Верхняя Пышма — вторая или третья суббота июля (день города приурочен ко дню металлурга, который отмечается третьего воскресенья июля)
- Владивосток — 2 июля (основан 02.07.1860 г., статус города с 1880 г.)
- Владикавказ — четвёртое воскресенье сентября
- Владимир — первое воскресенье сентября
- Волгоград — первые выходные сентября
- Волгодонск — 27 июля
- Волгореченск — последняя суббота июня
- Волжск — первая суббота июля
- Волжский — 22 июля (22 июля 1954 года Волжскому был присвоен статус города)
- Вологда — последняя суббота июня
- Волоколамск — последнее воскресенье июля
- Воркута — 26 ноября (с 1943 года)
- Воронеж — третья суббота сентября (до 2008 года (включительно) и в 2016 году — первая суббота сентября; в 2009 и 2010 году[1] — 12 сентября)
- Воскресенск — 12 июня (День России)
- Воткинск — последняя суббота августа
- Выборг — 19 августа
- Вязьма — День города празднуется ежегодно в день Святой Троицы, который отмечается на 49 день после Пасхи, в воскресенье[2]. 4 июня в 2017 году, 27 мая в 2018 году.
- Вятские Поляны — 12 июня (День России)

### Г
- Гагарин — 12 июня (День России)
- Гатчина — вторая суббота сентября, ранее третья суббота сентября (с 1996 года)
- Гаджиево — 3 марта
- Галич — последние выходные июня
- Геленджик — третье воскресенье августа
- Георгиевск — третье воскресенье сентября
- Глазов — вторая суббота сентября
- Гомель — вторая суббота сентября
- Горно-Алтайск — вторые выходные сентября
- Городец — второе воскресенье сентября
- Грайворон — первая суббота августа
- Грозный — 5 октября
- Грязи — последняя суббота июля
- Губкин — последняя суббота сентября
- Губкинский — первое воскресенье сентября
- Гурьевск — третье воскресенье июля
- Гусев — 25 мая

### Д
- Дальнегорск — 22 сентября
- Дальнереченск — последнее воскресенье мая
- Дербент — третье воскресенье сентября
- Дзержинск — в День химика (последние выходные мая)
- Дивногорск — 1 февраля
- Димитровград — 12 июня (День России)
- Днепр — вторая суббота сентября
- Долгопрудный — второе воскресенье сентября
- Долинск — первое воскресенье сентября
- Домодедово — четвёртая суббота августа
- Донецк — в День шахтёра (последнее воскресенье августа)
- Дорогобуж — последняя суббота августа
- Дубна — 24 июля
- Дудинка — последняя суббота июня

### Е
- Егорьевск — вторая суббота сентября
- Ейск — третье воскресенье августа (отмечался до 2008 года включительно)[3]
- Екатеринбург — третья суббота августа
- Елец — первое воскресенье сентября
- Ельня — 30 августа
- Енисейск — первая суббота июля
- Ессентуки — последняя суббота августа

### Ж
- Железноводск — третья суббота сентября
- Железногорск — последняя суббота июля
- Железнодорожный — вторая суббота сентября
- Жуковский — третье воскресенье августа

### З
- Заозёрск — последнее воскресенье сентября
- Зеленогорск — третья суббота июля
- Зеленоград — первая суббота сентября
- Зея — третье воскресенье сентября
- Зима — последнее воскресенье июня
- Златоуст — 11 сентября

### И
- Ивангород — последняя суббота июля
- Иваново — последняя суббота мая
- Ижевск — 12 июня (День России)
- Инта — 4 октября
- Иркутск — первая суббота июня
- Искитим — вторая суббота августа

### Й
- Йошкар-Ола — 6 августа[4][5]

### К
- Казань — 30 августа, вместе с днём Республики Татарстан
- Калининград — 14 июля (до 2008 года праздновался в первые выходные июля)
- Калининск — последняя суббота июня
- Калуга — последняя суббота августа
- Каменск-Уральский — третье воскресенье июля (День металлурга)
- Каменск-Шахтинский — вторая суббота сентября
- Камень-на-Оби — 12 июня (День России)
- Камышин — последнее воскресенье августа
- Канаш — первое воскресенье августа (День железнодорожника)
- Касли — 12 июня
- Каспийск — 17 сентября
- Кемерово — 12 июня (День России)
- Керчь — вторая суббота сентября
- Киев — День Киева, последнее воскресенье (и все последние выходные) мая
- Кингисепп — второе воскресенье июня
- Кинешма — последняя суббота июня
- Киров — 12 июня (День России)
- Кировград — ближайшие к 16 июля выходные
- Кирсанов — 12 сентября
- Киселёвск — 27 августа
- Кисловодск — третья суббота сентября
- Кишинёв — 14 октября
- Клин — предпоследние выходные сентября
- Ковдор — первое воскресенье июня
- Ковров — первая суббота сентября
- Когалым — первое воскресенье сентября (День работников нефтяной, газовой и топливной промышленности) (ранее 15 августа)
- Кокшетау — последняя суббота июня
- Коломна — первая суббота сентября
- Комсомольск-на-Амуре — 12 июня
- Константиновка — вторая суббота сентября
- Кострома — четвёртое воскресенье августа*
- Копейск — последнее воскресенье августа
- Корсаков — третье воскресенье сентября
- Коряжма — третье воскресенье августа
- Котово — первое воскресенье сентября
- Краматорск — четвёртое воскресенье сентября
- Красновишерск - последние выходные июня
- Красногорск — первое воскресенье сентября
- Краснодар — четвёртое воскресенье сентября
- Краснокаменск — последнее воскресенье августа (в 2009 году праздновался в предпоследнее воскресенье августа)
- Красноярск — 12 июня (День России)
- Кропоткин — вторые суббота — воскресенье сентября
- Курган — четвёртая суббота августа (до 2011 — вторая суббота августа)
- Курск — 25 сентября
- Кызыл — вторая суббота сентября[6]

### Л
- Лабытнанги — второе воскресенье сентября
- Лангепас — первое воскресенье сентября
- Ленинск-Кузнецкий — 12 июня
- Лермонтов — вторая суббота сентября
- Лесной — 12 июня (День России)
- Ливны — последняя суббота июня
- Липецк — третье воскресенье июля
- Лиски — второе воскресенье сентября
- Лисичанск — 2 сентября
- Луганск — второе воскресенье сентября
- Львов — первые выходные мая
- Лыткарино — 2-я или 3-я суббота сентября
- Любим — первая суббота августа
- Людиново — 9 сентября, день освобождения города от немецких захватчиков

### М
- Магадан — 14 июля
- Магас — 15 апреля
- Магнитогорск — 30 июня (иногда третье воскресенье июля в день металлурга)
- Майкоп — первое воскресенье июня
- Мантурово — второе воскресенье июня
- Мариуполь — следующее после 10 сентября воскресенье
- Махачкала — четвёртое воскресенье сентября
- Мегион — первое воскресенье июля
- Междуреченск — 23 июня
- Миасс — 18 ноября
- Минеральные Воды — первая суббота октября
- Минск — вторая суббота сентября
- Михайловка — вторая суббота сентября
- Можайск — 22 мая
- Можга — 12 июня
- Мозырь — третья суббота сентября
- Молодогвардейск — 11 сентября
- Мончегорск — третье воскресенье сентября
- Москва — вторые выходные сентября
- Мурманск — 4 октября, основан 4 октября 1916 года п. 2, ст.6 Устава
- Муром — первая суббота августа
- Мценск — 20 июля

### Н
- Набережные Челны — 10 августа
- Надым — первое воскресенье сентября
- Назарово — 25 декабря
- Назрань — третье воскресенье октября
- Нальчик — 1 сентября
- Наро-Фоминск — последнее воскресенье мая
- Находка — 18 мая (основан в 1864 г., статус города с 18.05.1950 г.)
- Невинномысск — вторая суббота октября (основан 14.10.1825 г., статус города с 19.10.1939.)
- Нефтекамск — 12 июня (День России)
- Нефтеюганск — 16 октября (торжественные мероприятия проводятся во второе воскресенье октября)[7]
- Нижневартовск — вторая суббота марта
- Нижний Новгород — третья суббота августа
- Нижний Тагил — второе воскресенье августа
- Николаев — вторая суббота после первого сентября
- Никополь — 14 февраля
- Новая Каховка — последнее воскресенье сентября
- Новоблагодарное — третья суббота сентября
- Новокузнецк — последняя суббота июня, празднуется три дня, торжества начинаются ещё с пятницы и по воскресенье
- Новомосковск — вторая суббота сентября (до 2000-х годов отмечался в последнее воскресенье мая — День химика)
- Новороссийск — 12 сентября
- Новосибирск — последнее воскресенье июня
- Новошахтинск — последнее воскресенье августа в День шахтёра
- Новочеркасск — 30 мая
- Ногинск — последние выходные августа
- Норильск — третье воскресенье июля
- Ноябрьск — первое воскресенье сентября
- Нурлат — 10 декабря
- Нытва — третья суббота июля — День металлурга
- Нягань — 15 августа
- Нязепетровск — последнее воскресенье июня

### О
- Обнинск — 27 июля
- Обухов — третье воскресенье сентября
- Одесса — 2 сентября
- Одинцово — первое воскресенье сентября
- Озёры — 17 августа
- Омск — первая суббота августа
- Оренбург — последнее воскресенье августа или первое воскресенье сентября
- Орёл — 5 августа (День освобождения Орла от немецко-фашистских захватчиков — 5 августа 1943 года)
- Орехово-Зуево — третьи выходные сентября (перед двадцатыми числами)

### П
- Павлодар — 23 сентября
- Партизанск — последнее воскресенье августа
- Пенза — 12 июня (День России); 350-летие Пензы в 2013 году праздновалось 14-15 сентября
- Пермь — 12 июня (День России)
- Петрозаводск[8] — последняя суббота июня
- Петропавловск-Камчатский — 17 октября
- Подольск — первое воскресенье октября
- Покачи — первое воскресенье сентября
- Покров — второе воскресенье августа
- Полевской — третье воскресенье июля
- Полысаево — последняя суббота августа
- Полярный — третье воскресенье сентября
- Полтава — 23 сентября
- Прокопьевск — в День шахтёра, последнее воскресенье августа
- Псков — 23 и 24 июля (дни освобождения от фашистов и именин княгини Ольги соответственно), по уставу города — 23-го.
- Пыть-Ях — первое воскресенье сентября (День работников нефтяной и газовой промышленности)
- Пятигорск — вторая суббота сентября

### Р
- Радужный — первая суббота сентября
- Райчихинск — последняя суббота мая
- Ревда (Свердловская область) — первое воскресенье сентября
- Реутов — предпоследняя суббота сентября
- Ржев — последнее суббота июня
- Ровно — последнее воскресенье августа
- Рославль — 25 сентября
- Россошь — вторая суббота сентября
- Ростов Великий — последнее воскресенье августа
- Ростов-на-Дону — третье воскресенье сентября
- Рубцовск — третье воскресенье сентября
- Рязань — четвёртое воскресенье мая

### С
- Салехард — вторая суббота сентября
- Самара — второе воскресенье сентября[9]
- Самарканд — 18 октября
- Санкт-Петербург — 27 мая
- Саранск — 12 июня (День России)
- Саратов — второе воскресенье сентября
- Севастополь — 14 июня
- Северодвинск — последнее воскресенье июля
- Северодонецк — последнее воскресенье мая
- Сватово —  4 сентября
- Североморск — 18 апреля
- Северск — последнее воскресенье июня
- Севск — 27 августа
- Серов — третья суббота июля (день города приурочен ко дню металлурга)
- Сертолово — четвёртая суббота августа
- Симферополь — первое воскресенье июня
- Скопин — 12 июня (День России)
- Славгород — последняя суббота августа
- Смоленск — 25 сентября
- Снежногорск — второе воскресенье сентября
- Советск (Калининградская область) — первая суббота сентября
- Советск (Кировская область) — первая суббота августа
- Советская Гавань (Хабаровский край) — 15 сентября
- Советский — 21 января
- Сокол (Вологодская область) — 12 июня (День России)
- Солигалич — третья суббота августа
- Соликамск — предпоследнее суббота, воскресенье августа (день шахтёра)
- Сочи — последняя суббота ноября
- Ставрополь — третья суббота сентября
- Старый Оскол — вторая суббота сентября[10]
- Стерлитамак — четвёртое воскресенье мая (День Химика)
- Стрежевой — первое воскресенье сентября
- Ступино — последняя суббота августа
- Суздаль — первая суббота августа
- Сургут — 12 июня (День России)
- Сызрань — 8 сентября
- Сыктывкар — 12 июня (в 2010 году в связи с юбилеем перенесли на 21 августа)

### Т
- Таганрог — вторая суббота сентября
- Тайга — первая суббота августа
- Тамбов — 12 июня (День России)
- Таруса — вторая суббота июля
- Тверь — четвёртое воскресенье июня (с 2010 года проводится в последнюю субботу июня, открытие праздника начинается вечером в пятницу)
- Тейково — второе воскресенье сентября
- Темрюк — последнее воскресенье сентября
- Тихорецк — первая суббота июня
- Тобольск — последнее воскресенье июня
- Тольятти — первое воскресенье июня (последние 2 года проводится в первую субботу)
- Томск — 7 июня
- Торжок — первая суббота июня
- Тосно — 12 июня (День России)
- Тотьма — 12 августа
- Туапсе — первая суббота июля
- Тула — вторая суббота сентября
- Тулун — третье воскресение сентября
- Тында — третья суббота сентября
- Тюмень — последнее воскресенье июля

### У
- Углич — суббота в середине июля
- Удачный — третье воскресенье июля
- Ужгород — первое воскресенье октября
- Узловая — первое воскресенье августа
- Улан-Батор — 26 октября
- Улан-Удэ — первая суббота сентября (после 1 сентября)
- Ульяновск — второе воскресенье сентября
- Унеча — первое воскресение августа (День железнодорожника)
- Урай — последняя суббота июня
- Урюпинск — вторые выходные сентября
- Усинск — первое воскресенье сентября
- Уссурийск — вторая суббота сентября
- Усть-Каменогорск — 30 августа
- Уфа — 12 июня (День России)
- Ухта — 21 августа

### Ф
- Феодосия — последняя суббота июля
- Фокино — первое воскресенье октября
- Фролово — первые выходные сентября

### Х
- Хабаровск — 31 мая
- Ханты-Мансийск — 12 июня (День России)
- Харабали — последнее воскресенье сентября
- Харьков — 23 августа
- Химки — вторая суббота сентября
- Хмельницкий — последнее воскресенье сентября
- Холмск — третья суббота августа
- Худжанд — последнее воскресенье сентября

### Ц
- Цимлянск — первая суббота сентября

### Ч
- Чебаркуль — 12 июня
- Чебоксары — третье воскресенье августа
- Челябинск — второе воскресенье сентября
- Черемхово — последнее воскресенье августа
- Череповец — 4 ноября
- Черногорск — последняя суббота августа
- Чита — последнее воскресенье мая
- Чусовой — 12 июня

### Ш
- Шадринск — третья или четвёртая суббота августа
- Шарыпово — первое воскресенье августа
- Шарья — первое воскресение августа
- Шатура — вторая суббота сентября
- Шахты — 16 октября
- Шимановск — 12 июня
- Шиханы — последнее воскресенье мая

### Э
- Электросталь — 26 декабря
- Элиста — третье воскресенье сентября
- Эртиль — вторая суббота июля
- Энгельс — последнее воскресенье августа

### Ю
- Югорск — первая суббота сентября
- Южноуральск — вторая суббота августа
- Южно-Сахалинск — второе воскресенье сентября
- Юрга — последнее воскресенье июня

### Я
- Якутск — второе воскресенье сентября
- Яровое — первое воскресенье августа
- Ярославль — вторая суббота сентября
- Ясногорск — 12 июня (День России)

Некоторые российские города отмечают праздник День города 12 июня — в День России:
| - Балабаново - Белогорск - Бузулук - Великий Новгород - Воскресенск - Вятские Поляны - Гагарин - Димитровград - Ижевск - Камень-на-Оби - Кемерово - Киров - Комсомольск-на-Амуре - Красноярск - Лесной (Свердловская область) | - Нефтекамск - Пенза - Пермь - Саранск - Сокол (Вологодская область) - Сургут - Сыктывкар - Тамбов - Ульяновск - Уфа - Ханты-Мансийск - Ясногорск - Чайковский (Пермский край) - Кохма (Ивановская область) |

## Наиболее масштабные дни города
Празднование осуществлялось в России на федеральном (национальном) уровне:
- 100-летие Кемерово — 2018[11][12]
- 100-летие Мурманска — 2016
- 100-летие Кызыла — 2014
- 100-летие Санкт-Петербурга — 1803
- 200-летие Санкт-Петербурга — 1903
- 300-летие Екатеринбурга — 2023
- 300-летие Перми — 2023[13]
- 300-летие Омска — 2016
- 300-летие Санкт-Петербурга — 2003
- 350-летие Улан-Удэ — 2016
- 350-летие Пензы — 2013
- 350-летие Иркутска — 2011
- 400-летие Красноярска — 2028 (ожидается)[14]
- 400-летие Томска — 2004
- 425-летие Воронежа — 2011
- 450-летие Орла — 2016
- 450-летие Астрахани — 2008
- 450-летие Уфы — 2024
- 550-летие Чебоксар — 2019
- 600-летие Малоярославца — 2002[15]
- 650-летие Кирова — 2024 (ожидается)
- 650-летие Калуги — 2021
- 700-летие Москвы — 1847
- 750-летие Калининграда — 2005
- 800-летие Нижнего Новгорода — 2021[16]
- 800-летие Ржева — 2016
- 800-летие Москвы — 1947
- 850-летие Гороховца — 2018[17]
- 850-летие Москвы — 1997
- 870-летие Москвы — 2017
- 950-летие Ярославля — 1960
- 1000-летие Ярославля — 2010
- 1000-летие Елабуги — 2007
- 1000-летие Казани — 2005
- 1100-летие Пскова — 2003
- 1150-летие Смоленска — 2013
- 1150-летие Изборска — 2012
- 1150-летие Ростова Великого — 2012
- 1150-летие Великого Новгорода — 2009
- 1250-летие Старой Ладоги — 2003
- 2000-летие Дербента — 2015

Празднования юбилеев городов проводятся в ближнем зарубежье, в бывших союзных республиках, например:
- 200-летие Одессы — 1994
- 300-летие Усть-Каменогорска — 2020
- 1000-летие Алма-Аты — 2016
- 1500-летие Киева — 1982
- 1500-летие Туркестана — 2000
- 2000-летие Тараза — 2002
- 2200-летие Ташкента — 2009
- 2500-летие Белгорода-Днестровского — 2002
- 2500-летие Худжанда — 1986
- 2750-летие Еревана — 1968
- 2800-летие Еревана — 2018

Празднования также проводятся и в дальнем зарубежье, например:
- 400-летие Квебека — 2008
- 850-летие Мюнхена — 2008
- 1000-летие Ханоя — 2010

Первым исторически известным большим празднованием юбилея города было 1000-летие Рима в 248 году. С 2010 года в России новое решение о праздновании на федеральном уровне каждой памятной даты субъектов федерации принимает Президент по предложению Правительства; празднование может быть приурочено к дате основания города, который является столицей региона, историческим городом, городом-героем, либо городом воинской славы, а также к иным событиям, имеющим «особое историческое значение для становления и развития российской государственности» (с 2015 года — также при условии 100-летней кратности памятной даты субъекта Российской Федерации, с 2018 года — также при наличии экспертного заключения Российской академии наук, подтверждающего достоверность памятной даты).